# Liste der Werke von Aleister Crowley
Die von Aleister Crowley verfassten esoterischen und literarischen Werke sind zahlreich, zahlreicher noch deren Ausgaben. Diese Seite enthält Listen zu:
- Monographien, geordnet nach Erscheinungsjahr der Erstausgabe
- Beiträgen in Zeitschriften
- Inhalt der Werkausgabe
- deutsche Übersetzungen von Werken Crowleys

## Monographien
Die Erstausgaben sind chronologisch aufsteigend und innerhalb einzelner Jahre alphabetisch nach Titel geordnet. Es wurden auch einige Werke aufgeführt, die in den Jahren 1902 bis 1907 verfasst wurden und nur in der Werkausgabe 1905–1907 erschienen, außerdem im Equinox erstmals erschienene Werke, die später als eigenständige Buchausgaben erschienen. Bei kurzen Schriften wird die Seitenzahl angegeben.
- 1898: Aceldama, a place to bury strangers in. A philosophical poem by a gentleman of the University of Cambridge. Privatdruck, London.
- 1898: Jephthah. A tragedy. By a gentleman of the University of Cambridge. Privatdruck, London. Weiter Ausgabe: Jephthah and Other Mysteries, Lyrical and Dramatic. Kegan Paul, Trench, Trübner & Co., London 1899.
- 1898: Jezebel and other tragic poems. By Count Vladimir Svareff. Edited, with an introduction and epilogue, by Aleister Crowley. Privatdruck / Chiswick Press, London.
- 1898: The poem. A little drama in four scenes. Privatdruck, London (Teilausgabe von Jephthah and Other Mysteries).
- 1898: Songs of the spirit. Sublimum feriam sidera vertice. Kegan Paul, Trench, Trübner & Co., London. Weitere Ausgabe: Society for the Propagation of Religious Truth[1], Boleskine, Foyers, Inverness, 1905. Nachdruck: Mandrake, Thame ca. 1992, ISBN 1-872736-18-1.
- 1898: The tale of Archais. A romance in verse. By a gentleman of the University of Cambridge. Kegan Paul, Trench, Trübner & Co., London.
- 1898: White stains. The literary remains of George Archibald Bishop, a neuropath of the second empire. Privatdruck, Amsterdam.
- 1899: An appeal to the American republic. Kegan Paul, Trench, Trübner & Co. Ltd., London.
- 1899: The honourable adulterers. A tragedy. By A.E.C. London (Teilausgabe von Jephthah and Other Mysteries).
- 1901: Carmen Sæculare. By St. E. A. of M. and S. Kegan Paul, Trench, Trübner & Co., London.
- 1901: The Mother’s Tragedy and Other Poems. Privatdruck, London. Weitere Ausgabe: Society for the Propagation of Religious Truth, Boleskine, Foyers, Inverness 1907. Nachdruck: Thame 1993, ISBN 1-872736-19-X.
- 1901: The Soul of Osiris. Kegan Paul, Trench, Trübner & Co., London. Nachdruck: The soul of Osiris. comprising The temple of the Holy Ghost and the mother's tragedy. Gordon Press, New York 1974, ISBN 0-87968-177-2.
- 1902: Ambrosii Magi Hortus Rosarum. In: Works v. II
- 1902: The Excluded Middle; or, The Sceptic Refuted. In: Works v. II
- 1902: Tannhäuser. A Story of All Times. Kegan Paul, Trench, Trübner & Co., London. Weitere Ausgabe: Tannhäuser. A Story of All Time. Society for the Propagation of Religious Truth, Boleskine, Foyers, Inverness 1907.
- 1902: The Three Characteristics. In: Works v. II
- 1902: Time. In: Works v. II
- 1903: Ahab, and other poems. With an introduction and epilogue by Count Vladimir Svareff. Privatdruck / Chiswick Press, London.
- 1903: Alice. An Adultery. Privatdruck. Weitere Ausgabe: Society for the Propagation of Religious Truth, Boleskine, Foyers, Inverness 1905.
- 1903: Balzac. Hommage A Auguste Rodin. Paris 1903 (Sonnet, 1 S.)
- 1903: Berashith. An Essay On Ontology. With some remarks on ceremonial magic. By Abhavananda. Privately printed for the Sangha of the West. Privatdruck, Paris.
- 1903: The God-Eater. A Tragedy of Satire. Watts & Co., London.
- 1903: New Tear 1903. From Aleister Crowley, wishing you a speedy termination of existence. Paris (Sonnet, 1 S.).
- 1903: Science and Buddhism. In: Works v. II
- 1903: The Star and the Garter. Watts, London. Weitere Ausgabe: Weitere Ausgabe: Society for the Propagation of Religious Truth, Boleskine, Foyers, Inverness 1904.
- 1903: Summa Spes. London (6 S. Gedruckt in Rot auf japanisches Seidenpapier mit einer Photographie Crowleys).
- 1904: The Argonauts. Society for the Propagation of Religious Truth, Foyers/Inverness.
- 1904: The Goetia. The Book of the Goetia of Solomon the King. Translated into the English Tongue by a Dead Hand [i.e. Samuel Lidell MacGregor Mathers] and Adorned with Divers Other Matters Germane, Delightful to the Wise, the Whole Edited, Verified, Introduced and Commented by Aleister Crowley (= Liber 297). Society for the Propagation of Religious Truth, Boleskine, Foyers, Inverness. Nachdruck: The Equinox, London 1976. Weitere Ausgabe: The Goetia. By the Order of the secret chief of the Rosicrucian Order. […] Now for the first time made accessible to English adepts. The Occult Publishing House, Chicago (undatierter Raubdruck).
- 1904: In residence. The Don’s guide to Cambridge. By Aleister Crowley, sometime tutor of Trinity. So-called because the College interests were safe (Lat., tutus-a-um, safe) in his hands, as proved by its continued existence. Elijah Johnson, Cambridge. Nachdruck: Mandrake, Thame 1993, ISBN 1-872736-21-1.
- 1904: Snowdrops from a Curate’s Garden. Paris, ca. 1904 (enthält The Nameless Novel und The Bromo Box). Nachdruck: Teitan Press, Chicago 1986, ISBN 0-933429-01-0. Teilausgabe: The nameless novel. From Snowdrops from a curate’s garden. Ageneios Press, Vancouver 1987.
- 1904: The Sword of Song. Called by Christians The Book of the Beast. Society for the Propagation of Religious Truth, Benares (= Boleskine, Foyers, Inverness) (enthält die Aufsätze Berashith und Science and Buddhism).
- 1904: Why Jesus wept. A study of society and the grace of God. Privatdruck, London (mit Einlage: Mr. Crowley and the Creeds, and The Creed of Mr. Chesterton, with a postscript entitled ‘A Child of Ephraim’, Chesterton’s Collossal Collapse). Weitere Ausgabe: Society for the Propagation of Religious Truth, Boleskine, Foyers, Inverness (ohne Einlage). Nachdruck: Mandrake, Thame 1993, ISBN 1-872736-39-4.
- 1905: Eleusis. In: Works v. III
- 1905: Gargoyles. Being strangely wrought images of life and death. Society for the Propagation of Religious Truth, Inverness. Nachdruck: Mandrake, Thame 1992.
- 1905: Oracles. The biography of an art. Unpublished fragments of the works of Aleister Crowley with explanatory notes by P. R. Lester and the author. Society for the Propagation of Religious Truth, Boleskine, Foyers, Inverness.
- 1905: Orpheus. A lyrical legend. 2 Bde. Society for the Propagation of Religious Truth, Inverness.
- 1905: Rodin in Rime. Seven lithographs by Clot from the water-colours of Auguste Rodin with a chaplet of verse. Chiswick, London.
- 1905: Rosa Mundi. A Poem. By H. D. Carr [i.e. A. Crowley]. With an original composition by Auguste Rodin. Ph. Renouard, Paris (mit einer kolorierten Lithographie von Clot nach Rodin).
- 1905: The Sire de Maletroit’s Door. In: Works v. III
- 1907: Hymn to Pan. Aliester [sic] Crowley. The Argus Book Shop, Chicago ca. 1917 (4 S.).
- 1907: Konx Om Pax. Essays in light. Society for the propagation of religious text, Inverness. Nachdruck: Yogi Publication Society, Des Plaines ca. 1974, ISBN 0-911662-49-9.
- 1907: Rosa Coeli. A Poem. By H. D. Carr [i.e. A. Crowley]. With an original composition by Auguste Rodin. London, 1907 (mit einer kolorierten Lithographie von Clot nach Rodin).
- 1907: Rosa Inferni. A Poem. By H. D. Carr [i.e. A. Crowley]. With an original composition by Auguste Rodin. London, 1907 (mit einer kolorierten Lithographie von Clot nach Rodin).
- 1908: Amphora. Privatdruck. Burns & Oates, London 1909. Neuausgabe unter dem Titel Hail Mary. Equinox, Wieland & Co., London 1912.
- 1909: Alexandra. Privatdruck, Paris (Gedicht; die gesamte Auflage soll vom britischen Zoll wegen Obszönität und Majestätsbeleidigung vernichtet worden sein).
- 1909: Clouds without Water. Edited from a private M.S. by the Rev. C. Verey. Privatdruck, London.
- 1909: The Holy Books. 3 Bde. London ca. 1909:
  - Bd. I: Liber LXI vel Causae. The Preliminary Lection (= Liber 61) / Liber Cordis Cincti Serpente vel LXV sub figura ADNI (= Liber 65).
  - Bd. II: Liber Liberi vel Lapis Lazuli. Adumbratio Kabbalae Aegyptorum sub figura VII. Being the voluntary emancipation of a certain Exempt Adept from his Adeptship. These are the birth words of a Master of the Temple (= Liber 7)
  - Bd. III: Liber L vel Legis. Sub figura CCXX as delivered by LXVIII unto DCLXVI (= Liber 220) / Liber Trigrammaton sub figura XXVII. Being the book of the Trigrams of the permutations of the Tao with the Yin and the Yang (= Liber 27) / Liber DCCCXIII vel Ararita sub figura DLXX (= Liber 570 und 813).
- 1909: Liber Collegii Sancti sub figura CLXXXV, being the Tasks of the Grades, and their Oaths, proper to Liber XIII (= Liber 185). London, ca. 1909.
- 1909: 777. Vel, Prolegomena symbolica ad systemam scepticomysticae viae explicandae, fundamentum hieroglyphicum sanctissimorum scientiae summae, etc. (= Liber 777). Walter Scott Publishing Co., London & Felling-on-Tyne.
- 1909: ΘΕΛΗΜΑ. Privatdruck, London (enthält: Liber LXI vel Causae (= Liber 61), Liber Liberi vel Lapis Lazuli (= Liber 7), Liber L vel Legis (= Liber 220); erste Publikation des Textes von The Book of the Law).
- 1910: The Rites of Eleusis (= Liber 850). Privatdruck, London. Neuausgabe: Mandrake, Thame 1990, ISBN 1-872736-02-5. Mit Einleitung von Keith Richmond und erläuternden Essays von Terence DuQuesne.
- 1910: Bagh-I-Muattar. Translated from a rare Indian MS. by the late Major Lutiy and another. The Scented Garden of Abdullah the Satirist of Shiraz. Privatdruck, London. Nachdruck: Teitan Press, Chicago 1991, ISBN 0-933429-05-3.
- 1910: The World’s Tragedy. Privatdruck, Paris. Nachdruck: New Falcon, Scottsdale 1991, ISBN 1-56184-014-9. Vorwort von Christopher S. Hyatt und Lon Milo DuQuette. Einführung von Israel Regardie.
- 1910: Ambergris. A selection from the poems. Mathews, London.
- 1910: Rosa decidua. Anlässlich seiner Scheidung, mit einer Photographie von Crowley, seiner Frau und seiner Tochter.
- 1910: The Winged Beetle. London. Nachdruck: Mandrake, ISBN 0-933429-02-9.
- 1912: Household Gods. A Comedy. Pallanza. Nachdruck: First Impression, Thame.
- 1912: Mortadello or The angel of Venice. A comedy. Wieland, London.
- 1912: Sir Palamedes. The High History of Good Sir Palamedes, the Saracen Knight, and of his Following of the Questing Beast (= Liber 197). Wieland & Co., London.
- 1912–1913: Book Four, Parts I-II (= Liber 4). Mit Soror Virakam (= Mary Desti). Wieland & Co., London ca. 1911/1912 (Teil III als Magick in Theory and Practice, 1929; Teil IV als The Equinox of the Gods, 1936). Neuausgabe: Samuel Weiser, New York 1980, ISBN 0-87728-513-6. Sangreal Foundation, Dallas 1972.
- 1913: The book of lies, which is also falsely called breaks. The wanderings or falsifications of the one thought of Frater Perdurabo; which thought is itself untrue (= Liber 333). Wieland & Co., London. Ausgabe mit zusätzlichem Kommentar: Haydn Press, Ilfracombe 1962. Neuausgabe: Samuel Weiser, York Beach, ME 1981, ISBN 0-87728-516-0.
- 1913: M.M.M. Manifesto of the M.M.M. London ca. 1913 (mit 6 Photographien von Boleskine House).
- 1913: The Rosicrucian Scandal. By Leo Vincey. London ca. 1913.
- 1913: The Writing on the Ground. By E.G.O. Privatdruck, London a. 1913 (enthält das Gedicht A Slim Gilt Soul und den Vortrag über Lord Alfred Douglas vor der Dilettanti Society).
- 1914: Chicago May. A Love Poem. The possessor of this copy is earnestly requested to retain the same under lock and key, and in nowise to part with it until the year 1964. Privatdruck, New York. Nachdruck: First Impressions, Thame 1993.
- 1915: The Giant’s Thumb. By the pricking of my thumbs, Something wicked this way comes. Mitchell Kennerley, New York (nie erschienen; nur als Korrekturabzüge erhalten).
- 1916: The Message of the Master Therion (= Liber 2). London, ca. 1916 (4 S.). Neuausgabe: Liber II. The Message of the Master Therion. O.T.O., Kalifornien ca. 1943 (3 S.; es fehlen die ersten 15 Zeilen der Erstausgabe und ein langes Zitat).
- 1916: O.T.O. Ordo Templt Orientis. An open letter to those who may wish to join this Order (= Liber 101). [London ca. 1916].
- 1917: The Law of Liberty. A Tract of Therion that is a Magus 9°=2° A∴A∴ (= Liber 837). O.T.O., London ca. 1917 (4 S.).
- 1922: Diary of a Drug Fiend. Collins, London 1922 und Dutton, New York 1923. Neuausgabe: Samuel Weiser, York Beach, ME 1970, ISBN 0-87728-146-7.
- 1923: Songs for Italy. Parturiunt Montes—Nascitur Ridiculus Mus. Privatdruck, Tunis und London.
- 1924: To Man. Tunis 1924 (1 Blatt).
- 1925: The Avenger to the Theosophical Society. By Alastor. Tunis 1925 (1 S.).
- 1925: Ein Zeugnis der Suchenden. Weida 1925 (1 S.).
- 1925: Madame Tussaud-Besant. By Fra. H. I. Edinburgh [= Tunis] 1925 (1 S.).
- 1925: Kreis um Thelema. Leipzig(?) o. J. (um 1925, 2 S.).
- 1925: Offener Brief. An Herrn Hermann Rudolph Von Alastor. Weida 1925 (2 S.).
- 1925: The World Teacher to the Theosophical Society. By Ankh-F-N-Khonsu. Tunis 1925 (1 S.).
- 1926: AL, Liber Legis, The Book of the Law, sub figura XXXI, as delivered by Aifass (in Hebrew and Greek) to Ankh-af-na-khonsu, the Priest of the Princes, who is 666. Now issued privately after 22 years of preparation to eleven persons from the Lair of the Lion (= Liber 220). Privatdruck (nur 11 Exemplare), Tunis (erste selbständige Veröffentlichung von The Book of the Law, Erstdruck 1909); enthält den sogenannten Tunis Comment mit ernsten Warnungen vor der Lektüre des Textes und 65 Seiten Faksimile des Originalmanuskripts). Weitere Ausgabe: The Book of the Law (technically called Liber AL vel Legis, sub figura CCXX as delivered by XCIII = 418 to DCLXVI. O.T.O., London 1938.
- 1929: Moonchild. A Prologue (= Liber 81 The Butterfly Net). Mandrake Press, London. Neuausgabe: Sphere, London 1972, ISBN 0-7221-2703-0.
- 1929: The Spirit of Solitude. An autohagiography, subsequently re-antichristened ‚The Confessions of Aleister Crowley‘. 2 Bde. Mandrake Press, London.
- 1929: Magick in Theory and Practice by the Master Therion (mit Leila Waddell). Lecram Press, Paris. Später als Teil III von Book 4 (= Liber 4).
- 1930: The Confessions of Aleister Crowley. The Spirit of Solitude. An Autohagiography, subsequently re-antichristened The Confessions of Aleister Crowley. The Mandrake Press, London (2 Bände erschienen, Band III Korrekturabzüge, Band IV Typoskript). Neuausgabe: The Confessions of Aleister Crowley. An autohagiography. Hrsg. von John Symonds und Kenneth Grant. Cape, London 1969. Weitere Ausgabe: Routledge & Kegan Paul, London & Boston 1979, ISBN 0-7100-0175-4.
- 1930: Gilles de Rais. The Banned Lecture, to have been delivered before the Oxford University Poetry Society by Aleister Crowley. London 1930 (16 S.).
- 1930: The Stratagem and other Stories. Mandrake Press, London (enthält The Stratagem, The Testament of Magdalen Blair und His Secret Sin).
- 1936: The Equinox of the Gods (Teil IV von Book Four = Liber 4). Ausgabe: Samuel Weiser, York Beach, ME 1992, ISBN 0-87728-210-2.
- 1937: The Scientific Solution of the Problem of Government. By Comte de Fénix. Strictly private and confidential. London ca. 1937 (4 S.).
- 1938: The Heart of the Master. By Khaled Khan. Privatdruck, London. Neuausgabe: 93 Publishing, Montreal 1973, ISBN 0-919690-00-9.
- 1938: The Book of the Law (technically called Liber al vel legis sub figura CCXX as delivered by XCIII=418 to DCLXVI) (= Liber 220). Privatdruck, London 1938. Neuausgabe: Samuel Weiser, York Beach, ME 1997, ISBN 0-87728-334-6.
- 1938: Little Essays Toward Truth. O.T.O., London. Ausgabe: New Falcon Publications, Tempe, AZ 1991, ISBN 1-56184-000-9.
- 1939: Eight Lectures on Yoga (= The Equinox III,4). Ausgabe: Falcon Press, Phoenix, AZ 1985, ISBN 0-941404-36-6.
- 1939: England Stand Fast. A Poem. O.T.O., London 1939 (4 S.).
- 1939: Khing kang king. The classic of purity. first written down by me [Ko Yuen] in the episode of the Dynasty of Wu and now made into a rime by me Aleister Crowley (= Liber 21). O.T.O. BCM/ANKH, London 1939. Neuausgabe: Thelema Publications, Kings Beach, CA 1980, ISBN 0-913576-16-6.
- 1939: Oz. (= Liber 77). O.T.O., London und Kalifornien (1 S., auch als Postkartenformat, mit einer Abbildung eines Tarottrumpfs von Frieda Harris).
- 1939: Temperance. A tract for the times. O.T.O, London.
- 1940: The Creed of the Thelemites. Kalifornien ca. 1940 (2 S.).
- 1941: Thumbs Up! A pentagram – a pantacle to win the war. Privatdruck/Chiswick, London.
- 1942: La Gaulloise. Song of the Free French. Par Aleister Crowley, créateur du Signe V., auteur du Thumbs Up. London, 1942 (4 S.).
- 1942: The Fun of the Fair. (Nijni Novgorod, 1913 e.v.). O.T.O, Barstow, Kalifornien und London.
- 1943: The City of God. A rhapsody. O.T.O, London.
- 1943: One Star in Sight. Issued from the Sanctuary of the Gnosis in the Valley of Los Angeles by authority of To Mega Therion (= Liber 489). Kalifornien ca. 1943 (16 S.).
- 1943: The Oriflamme. Vol. I, Number 1. Kalifornien 1943 (einzige erschienene Ausgabe; mehrere kurze Arbeiten Crowleys; 7 S.).
- 1944: The Book of Thoth. A Short Essay on the Tarot of the Egyptians (= The Equinox III,5; with Frieda Harris). Ausgabe: Samuel Weiser, New York 1981, ISBN 0-87728-268-4.
- 1946: Olla. An Anthology of Sixty Years of Song. O.T.O, London.

Posthum erschienen:
- 1948: The Last Ritual. Do what thou wilt shall be the whole of the Law. Aleister Crowley. October 18[sic], 1875 – December 1, 1947. The Last Ritual. Read from his own works, according to his wish, on December 5, at Brighton. Love is the law, love under will. (8 S., Frontispiz von Frieda Harris).
- 1952: Liber XXX Ærum vel Sæculi Sub Figura CCCCXVIII, being of the angels of the 30 aethyrs. The Vision and the Voice, with Commentary by the Master Therion (= Liber 418). Thelema, Barstow, Kalifornien. Neuausgabe: The Vision and the Voice. Mit Einführung, Kommentar und Fußnoten von Israel Regardie. Sangreal, Dallas 1972. Siehe auch The Vision and the Voice (1998).
- 1953: The Gospel According to St. Bernard Shaw (= Liber 888). Thelema, Barstow, Kalifornien. Neuausgabe: Crowley on Christ. Hrsg. von Francis King. Daniel, London 1974, ISBN 0-85207-131-0.
- 1954: Magick without Tears. Thelema, Hampton, NJ 1954. Neuausgabe: Falcon Press, Phoenix, AZ 1982, ISBN 0-941404-17-X.
- 1955: 777 Revised. Vel prolegomena symbolica ad systemam sceptico-mysticae viae explicandae, fundamentum hieroglyphicum sanctissimorum scientiae summae (= Liber 777). Neptune Press, London. Erweiterte Fassung der Ausgabe von 1909. Neuausgabe: 777 and other Qabalistic writings of Aleister Crowley. Samuel Weiser, York Beach, ME 1977, ISBN 0-87728-222-6.
- 1961: Liber Aleph vel CXI, The Book of Wisdom or Folly, in the Form of an Epistle of 666, the Great Wild Beast, to his son 777 (= Liber 111 = The Equinox III,6). Thelema, West Point, Kalifornien. Neuausgabe: Samuel Weiser, York Beach, ME 1991, ISBN 0-87728-729-5.
- 1970: Atlantis. Dove Press, New York.
- 1971: Shih Yi. A critical and mnemonic paraphrase of the Yi king by Ko Yuen (= The Equinox III,7). H. P. Smith, Oceanside, Kalifornien ca. 1971.
- 1972: The Holy Books. Vorwort von Israel Regardie. Sangreal Foundation, Dallas (Neuausgabe von The Holy Books, 1909). Weitere Ausgabe: ΘΕΛΗΜΑ: The Holy Books of Thelema (= The Equinox III,9). Samuel Weiser, York Beach 1983, ISBN 0-87728-686-8. Korrigierte Ausgabe: 93 Publishing, New York 1989, ISBN 0-919690-20-3.
- 1975: Liber CLVII, The Tao Teh King. A new translation (= Liber 157 = The Equinox III,8). Thelema Publications, Kings Beach, Kalifornien 1976.
- 1985: The Law is for All. An extended commentary on the Book of the Law. Falcon Press, 1985, ISBN 0-941404-25-0. Weitere Ausgabe: The Law Is for All. The Authorized Popular Commentary of Liber AL Vel Legis Sub Figura CCXX, the Book of the Law. New Falcon Publications, Tempe, AZ 1996, ISBN 1-56184-090-4.
- 1988: Golden Twigs. Hrsg. von Martin P. Starr. Teitan Press, Chicago. 6 der 8 Texte erschienen bereits in der Zeitschrift The International, a review of two worlds. New York 1917–1918.
- 1996: Commentaries on the Holy Books and Other Papers (= The Equinox IV,1). Samuel Weiser, York Beach, ME, ISBN 0-87728-888-7.
- 1998: The Vision and the Voice with Commentary and Other Papers (= Liber 418 = The Equinox IV,2). Hrsg. von Hymenaeus Beta [= William Breeze]. Samuel Weiser, York Beach, ME, ISBN 0-87728-887-9.

Briefe
- The Progradior Correspondence, Letters by Aleister Crowley, C. S. Jones, & Others.
- Brother Curwen, Brother Crowley. A Correspondence.

## Beiträge in Zeitschriften

### The Equinox
In der von Crowley ab 1909 herausgegebenen Zeitschrift stammt ein Großteil der Beiträge von Crowley, teils unter Pseudonym. Die Zeitschrift fungierte als Organ von Astrum Argenteum (A∴A∴) und Ordo Templi Orientis (O.T.O.) und ein erheblicher Teil der Libri von Thelema erschien erstmals hier.

### The International
Zwischen 1916 und 1918 veröffentlichte Crowley rund 100 Beiträge in der von George Sylvester Viereck, später einem bekannten Unterstützer des Nationalsozialismus in den USA, 1912 gegründeten Monatsschrift The International, die sich vorwiegend mit Kunst und Literatur befasste. Sowohl unter seinem eigenen als auch unter zahlreichen Pseudonymen erschienen Essays, Gedichte und Dramen Crowleys. Auch einige der für die Thelema-Bewegung wichtigen Schriften wurden hier erstmals gedruckt, zum Beispiel die „Gnostische Messe“ (Liber 15).
Crowley schrieb für The International und ebenso für The Fatherland, die andere von Viereck gegründete Zeitschrift mit ausdrücklich prodeutscher Tendenz, jedoch nicht nur in den Bereichen Literatur und Esoterik, sondern verfasste auch durchaus politische Aufsätze. Bereits sein erster Beitrag The Crimes of Edith Cavell im Januar 1916 versuchte den deutschen Militärgerichtsprozess und die anschließende Hinrichtung der britischen Krankenschwester Edith Cavell mit teils misogynen, teils schlicht unwahren Argumenten zu rechtfertigen. Crowley stellte diese prodeutsche Propaganda später als Teil seiner Spionagetätigkeit für Großbritannien in jener Zeit dar.
- The Crimes of Edith Cavell. Januar 1916, S. 24.
- als A.C: Songs of Armageddon and Other Poems (Review). Juli 1916, S. 209.
- Frank Harris reveals Oscar Wilde. August 1916, S. 241.
- A Noisy Noise Annoys an Oyster. Dezember 1916, S. 361.
- Percy Mackaye. Februar 1917, S. 47.
- Sir Rabinadranath Tagore. Mai 1917, S. 149.
- A Death Bed Repentance. Juli 1917, S. 201.
- Pantomorphopsychonosophilography – The New School of Literature: A Note on Louis Umfraville Wilkinson and John Cowper Powys. Juli 1917, S. 210.
- Listen to the Bird Man!. August 1917, S. 238.
- Felo de Se. August 1917, S. 241.
- als The Master Therion: The Revival of Magick. September – Oktober 1917, S. 247.
- als A Quiller Jr.: Gate of Knowledge (Reviews). Oktober 1917 – Januar 1918, S. 248.
- als „Briton“: An Open Letter to General White. Oktober 1917, S. 249.
- Balzac. Oktober 1917, S. 249.
- The Scrutinies of Simon Iff No. 1 : Big Game. September 1917, S. 259.
- Purple Mandarin. September 1917, S. 268.
- 1066. September 1917, S. 272.
- Brain-Waves During the Heat-Wave. September 1917, S. 278.
- als Therion: The Revival of Magick. September 1917, S. 280.
- als Sheamus O’Brien: Sinn Fain. September 1917, S. 282.
- als Cerebellum: Open Letter to the Leader of the National Suffirage Movement. September 1917, S. 283.
- als A.C.: Cocaine. Oktober 1917, S. 291.
- In the Red Room of Rose-Croix. Oktober 1917, S. 294.
- als Kelly: The Scrutinies of Simon Iff No. 2 : The Artistic Temperament. Oktober 1917, S. 295.
- als A.C.: A Perfect Pianissimo. Oktober 1917, S. 301.
- als Therion: The Revival of Magick. Oktober 1917, S. 302.
- The Discovery of Gneugh-Loughrck. Oktober 1917, S. 305.
- als Jeanne la Goulue: Absinthe. Oktober 1917, S. 306.
- Groans from the Padded Cell. Oktober 1917, S. 307.
- Love is One. Oktober 1917, S. 309.
- The Argument that Took the Wrong Turning. Oktober 1917, S. 309.
- als Mark Wells: The Burning of Melcarth. Oktober 1917, S. 310.
- The Spoils (To) the Strong. Oktober 1917, S. 215.
- als The Master Therion: The Ouija Board. Oktober 1917, S. 319.
- War Poetry Enid Parsons. Oktober 1917, S. 319.
- To the Editor" Letter by C. Stansfield Jones and A.C.’s reply (concerns Lazenby). Oktober 1917, S. 320.
- als A.C.: Humanity First. November 1917, S. 322.
- als Edward Kelly: The Scrutinies of Simon Iff No. 3 : Outside the Bay's Routine. November 1917, S. 322.
- Sekhet Adam d'As. November 1917, S. 331.
- als Therion: The Revival of Magick. November 1917, S. 332.
- als Charles Baudelaire: Hymn. November 1917, S. 333.
- als Mark Wells: The Hearth. November 1917, S. 334.
- The Rake’s Progress. November 1917, S. 339.
- als Cor Scorpionis: How Horoscopes are Faked. November 1917, S. 345.
- als S.J. Mill: The Professor and the Plutocrat. November 1917, S. 348.
- We Stand Above. Dezember 1917, S. 354.
- als Edward Kelly: The Scrutinies of Simon Iff No. 4 : The Conduct of John Briggs. Dezember 1917, S. 355.
- als Baphomet: Concerning Death. Dezember 1917, S. 365.
- als A.C.: Pax Hominibus Bonae Voluntatis. Dezember 1917, S. 366.
- als A.C.: A Septennial. Dezember 1917, S. 376.
- als J. Turner: Art and Clairvoyance. Dezember 1917, S. 379.
- Barnard's Lincoln Unvisited. Dezember 1917, S. 379.
- A Riddle. Dezember 1917, S. 379.
- Auguste Rodin. Dezember 1917, S. 381.
- The Gate of Knowledge. Dezember 1917, S. 383.
- The International Forum. Dezember 1917, S. 383.
- War Poetry. Dezember 1917, S. 384.
- als A.C.: England Speaks. Januar 1918, S. 2.
- als Edward Kelly: The Scrutinies of Simon Iff No. 5 : Not Good Enough. Januar 1918, S. 3.
- Dawn. Januar 1918, S. 9.
- A Poetry Society in Madgascar. Januar 1918, S. 9.
- als A.C.: The Heart of Holy Russia. Januar 1918, S. 10.
- Love Lies Bleeding. Januar 1918, S. 14.
- The Conversion of Austin Harrison (Editorial). Januar 1918, S. 17.
- als Mark Wells: The God of Ibreez. Januar 1918, S. 19.
- als Therion: The Message of the Master. Januar 1918, S. 26.
- The Law of Liberty. Januar 1918, S. 27.
- als Therion: Geomancy. Januar 1918, S. 29.
- Troth Heinrich Heine. Januar 1918, S. 29.
- The Gate of Knowledge. Januar 1918, S. 32.
- als A.C.: Wanted – Modern{sic} Men. Februar 1918, S. 34.
- als Kelly: Tbe Scrutinies of Simon Iff No. 6: Ineligible. Februar 1918, S. 35.
- als 666: De Thaumaturgia. Concerning the Working of Wonders. Februar 1918, S. 41.
- als Barbey de Rochechouart, übersetzt von Mark Wells: The Mass of Saint Secaire.. Februar 1918, S. 42.
- Poem. Februar 1918, S. 46.
- als A.C.: Ansinthe. The Green Goddess. Februar 1918, S. 47.
- als Izeh Kranil, übersetzt von A.C.: At the Feet of Our Lady of Darkness.. Februar 1918, S. 51.
- The Priestess of the Graal. Februar 1918, S. 52.
- The Third Liberty Loan. Februar 1918, S. 53.
- Love and Laughter. Februar 1918, S. 55.
- als A.C.: Four Poems. Februar 1918, S. 62.
- Book Reviews. Februar 1918, S. 64.
- A Hymn for the American People. März 1918, S. 66.
- Good Hunting (An Essay on the Nature of Comedy & Tragedy). März 1918, S. 67.
- als Therion: Ecclesia Gnosticae Canon Missae. März 1918, S. 70.
- The Saviour, a Dream. A.C., S. 75.
- als Lord Boleskine: Elder Eeel, a sketch. März 1918, S. 83.
- als A.C.: Knight-Errant, a dramatic miniature. März 1918, S. 85.
- The Gods, a mystery from the Coptic of Iao Sabao. März 1918, S. 86.
- als John Roberts: Love and Time, a lyric. März 1918, S. 87.
- The Bonds of Marriage, a romantic farce. März 1918, S. 88.
- als Mark Wells: The King of the Wood. April 1918, S. 101.
- als A.C.: Robbing Miss Horniman. April 1918, S. 103.
- als Jeanne la Goulue: Le Sacrament. April 1918, S. 102.
- als James Grahame: The Old Man of the Peepul-Tree. April 1918, S. 105.
- als Cyril Custance: The Ideal Idol. April 1918, S. 110.
- als A.C.: Visions poem. April 1918, S. 117.
- Drama Be Damned. April 1918, S. 127.
- The Scarabee. April 1918, S. 125.
- mit Eve Tanquay: The Drama. April 1918, S. 127.

### The Fatherland
Die Wochenzeitschrift mit dem Untertitel Devoted to Fair Play for GERMANY and AUSTRIA, die im Verlag von The International in New York erschien, veröffentlichte in der Zeit des Ersten Weltkriegs zwei Essays von Crowley:
- Honesty is the Best Policy. Bd. I, Nr. 23 (13. Januar 1915) und Nr. 24 (20. Januar 1915).
- Lifting the Mask from England. Bd. IV, Nr. 6 (15. März 1916).

### Vanity Fair
Crowley veröffentlichte in der amerikanischen Zeitschrift Vanity Fair zwischen 1915 und 1917 eine Reihe von Artikeln, teils unter Pseudonym, sowie einige Übersetzungen aus dem Französischen:
- Bernard Shaw on Self Effacement. By Another Irishman. Juni 1915, S. 37, 88 (Crowley ist möglicherweise der Autor).
- als Kwaw Li Ya: Vampire Women. Eight Pen Portraits, from Life. Hokku. Juli 1915, S. 33
- S.O.S.—R.S.V.P. August 1915, S. 35.
- als Kwaw Li Ya: The Hokku—a New Verse Form. August 1915, S. 46.
- als Mahatma Sri Paramanda Guru Swamiji: A Hindu at the Polo Grounds. August 1915, S. 63.
- Paul Verlaine: Colloque Sentimental. Übersetzt von Crowley. Zeichnung von Sydney Joseph. September 1915, S. 66.
- Paul Verlaine: With Muted Strings. Übersetzt von Crowley. Zeichnung von Sydney Joseph. Oktober 1915, S. 46.
- The Prize Winners of the Hokku Contest. Their Poetry and an Analysis of It by the Eminent Chinese Poet Kwaw Li Ya [Aleister Crowley]. Oktober, 1915, S. 70.
- Charles Baudelaire: Three Little Prose Poems. Übersetzt von Crowley. November 1915, S. 59.
- The Hokku Winners. A Few Comments by the Judge of the Contest By Kwaw Li Ya [Aleister Crowley]. Dezember 1915, S. 47.
- Charles Baudelaire: Six Little Poems in Prose. Übersetzt von Crowley. Dezember 1915, S. 51.
- The Nonsense About Vers Libre. Why not a little Free Prose, for a change? Dezember 1915, S. 65.
- Three Great Hoaxes of the War. Blessed Are They That Have Not Seen and Yet Have Believed. Januar 1916, S. 37, 118.
- Anna of Havana. Zeichnungen von Reginald Birch. Januar 1916, S. 43.
- To a Brunette. Addressed to His Beloved, after a short absence. Skizzen von Reginald Birch. Februar 1916, S. 63.
- als Sri Paramahansa Tat: Ratan Devi: Indian Singer. Mai 1916, S. 79.
- als Dionysus Carr, Professor of Eugenics in the University of Tübingen: On the Management of Blondes. Prolegomena to Any System of Philosophy Devoted to Their Treatment and Care. Mai 1916, S. 85.
- Vanity Fair’s Prize Movie Scenario. Winner of the Thousand-Dollar Reward for the Worst Short Film Story. Juni 1916, S. 89.
- Stuart X—The Great Unknown. August 1916, S. 35.
- Impressions and Poems / The Cemetery and the Shooting Gallery. August 1916, S. 86.
- Mystics and Their Little Ways. One is Nothing, While Two Is—In Reality—One. Oktober 1916, S. 142, 144.
- The Attainment of Happiness. November 1916, S. 55, 134.
- An Improvement On Psycho-analysis. The Psychology of the Unconscious—for Dinner-Table Consumption. Dezember 1916, S. 60, 137.
- Chez Sherry: A Prose Poem. Dezember 1916, S. 168.
- The Origin of the Game of Pirate Bridge. Januar 1917, S. 56.
- What’s Wrong with the Movies?. The Industry Seems to Be in a Critical Condition,—and Perhaps It Deserves to Be. Juli 1917, S. 55, 88.
- The Star Spangled Banner. August 1917, S. 33, 90.
- A New Heaven And A New Earth. Oktober 1917, S. 134, 136.

### The English Review
In der von Ford Madox Ford 1908 gegründeten renommierten Literaturzeitschrift veröffentlichte Crowley zwischen 1911 und 1914 vier Beiträge:
- On the Edge of the Desert. Liebesgedicht. Juni 1911.
- The Stratagem. Juni 1914. Die Erzählung wurde seinerzeit von Joseph Conrad in der English Review sehr lobend besprochen und wurde 1930 in The Stratagem and other Stories von Mandrake Press nachgedruckt.
- Chants Before Battle. August 1914.
- To America. Gedicht. Oktober 1914. Eine Bearbeitung von An Appeal to the American Republic (1899).

## Werkausgaben

### Werkausgabe 1905–1907
The Works of Aleister Crowley. 3 Bde. Society for the Propagation of Religious Truth, Foyers/Inverness 1905–1907.
Nachdrucke:
- The Works of Aleister Crowley. 3 Bde. Yogi Publication Society, Les Plaines 1973.
- The Works. 3 Bde. Gordon, New York 1974, ISBN 0-87968-130-6.

Band I (1905)
| Seite | Titel                              | Gattung              | Jahr |
| ----- | ---------------------------------- | -------------------- | ---- |
| 1     | Aceldama                           | Gedicht              | 1898 |
| 7     | The Tale of Archais                | dramatisches Gedicht | 1898 |
| 29    | Songs of the Spirit                | Gedichte             | 1898 |
| 57    | The Poem                           | Drama                | 1898 |
| 64    | Jephtah                            | Drama                | 1899 |
| 90    | Mysteries                          | Gedichte             | 1898 |
| 129   | Jezebel and other Tragic Poems     | Gedichte             | 1899 |
| 136   | An Appeal to the American Republic | Gedicht              | 1899 |
| 141   | The Fatal Force                    | Drama                | 1899 |
| 154   | The Mother’s Tragedy               | Drama                | 1899 |
| 166   | The Temple of the Holy Ghost       | Gedichte             | 1900 |
| 214   | Carmen Saeculare                   | Gedicht              | 1901 |
| 222   | Tanhäuser                          | Drama                | 1902 |
| 263   | Death in Thessaly                  | Epilog               |      |
| 265   | Qabalistic Dogma                   | Anhang               |      |

Volume II (1906)
| Seite | Titel                        | Gattung              | Jahr |
| ----- | ---------------------------- | -------------------- | ---- |
| 1     | Oracles                      | Gedichte             | 1905 |
| 58    | Alice, an Adultery           | dramatische Gedichte | 1903 |
| 86    | The Argonauts                | Drama                | 1904 |
| 121   | Ahab and other Poems         | Gedichte             | 1903 |
| 130   | The God-Eater                | Drama                | 1903 |
| 140   | The Sword of Song            | Gedicht              | 1904 |
| 212   | Ambrosii Magi Hortus Rosarum | Satire               | 1902 |
| 225   | The Three Characteristics    | Satire               | 1902 |
| 233   | Berashith                    | Essay                | 1902 |
| 244   | Science and Buddhism         | Essay                | 1902 |
| 262   | The Excluded Middle          | Essay                | 1902 |
| 267   | Time                         | Essay                | 1902 |
| 283   | –                            | epilogue             | –    |

Volume III (1907)
| Seite | Titel                           | Gattung              | Jahr |
| ----- | ------------------------------- | -------------------- | ---- |
| 1     | The Star and the Garter         | Gedichte             | 1904 |
| 20    | Why Jesus Wept                  | Drama                | 1905 |
| 51    | Rosa Mundi and other Love Songs | Gedichte             | 1905 |
| 68    | The Sire de Malétroit's Door    | Drama                | 1906 |
| 84    | Gargoyles                       | Gedichte             | 1906 |
| 109   | Rodin in Rime                   | Gedichte             | 1907 |
| 126   | Orpheus                         | Gedichte             | 1905 |
| 219   | –                               | Epilog zu I, II, III |      |
| 219   | Eleusis                         | Essay                | 1905 |
| 233   | (Bibliographische Anmerkungen)  | Appendix A           |      |
| 240   | (Gedichtanhänge)                | Appendix B           |      |

### Deutsche Werkausgaben
- Ausgewählte Schriften. 3 Bde. Bohmeier, Bergen a.d. Dumme.
  - Bd. 1: Jenseits des Golfes. In Energie umgesetzter Enthusiasmus, John St. John. 1988, ISBN 3-89094-064-1.
  - Bd. 2: 1985, ISBN 3-89094-033-1.
  - Bd. 3: 1985, ISBN 3-89094-096-X.
- Gesammelte Schriften. 3 Bde. Peyn und Schulze, Bergen a.d. Dumme.
  - Bd. 1: Jenseits des Golfes u.a. 1988, ISBN 3-89094-064-1.
  - Bd. 2: Die Wache Welt u.a. 1993, ISBN 3-89423-010-X.
  - Bd. 3: Auszüge aus: The Equinox Vol. I, No. II - VIII u.a. 1993, ISBN 3-89423-011-8.

## Deutsche Übersetzungen von Werken Crowleys
Die deutschen als Monographie erschienenen Übersetzungen von Werken Crowleys finden sich untenstehend alphabetisch nach Titel geordnet. Zu Werkausgaben siehe oben.
Frühe Übersetzungen erschienen von Theodor Reuß in Die Oriflamme und im Thelema Verlag, Leipzig.
Eine Reihe von Ausgaben sind unter verschiedenen Verlagsnamen mit teilweise abweichendem Titel erschienen, wobei der Verlagsort jeweils Bergen an der Dumme war (Sitz der Thelema Society). Die Verlage sind: Bohmeier, Kersken-Canbaz, Peyn & Schulze und Stein der Weisen.
- Acht Vorlesungen über Yoga. Verlag Psychosophische Gesellschaft, Zürich [1965].
- Äquinox. 10 Teile. Genossenschaft Psychosophia, Zürich 1954–1959.
  - Teil 1: Das Buch des Gesetzes. Übersetzt von Frater Fines Transcendam. 1954.
  - Teil 2: Das Herz des Meisters. Enthält: Der Soldat und der Bucklige / ! und ? 1955.
  - Teil 3: Kleine Aufsätze, die zur Wahrheit führen. Übersetzt von Karl Germer. 1955.
  - Teil 4: Magischer Dialog. Übersetzt von Frater Fines Transcendam. 1956.
  - Teil 5: Liber 21. Khing Kang King, der Klassiker der Reinheit. Vormals aufnotiert zur Zeit der Dynastie Wu und nun in Reime gebracht von Aleister Crowley und in deutsche Verse gefügt von Frederic Mellinger. 1956.
  - Teil 6: Liber LXI vel Causae A.A. Einführende Lektion einschliesslich Geschichts-Lektion. 1957.
  - Teil 7: Ordo Templo orientis. Manifest. 1957.
  - Teil 8: Liber liberi vel Lapidis lazuli. Ad umbratio Kabbalae Aegyptiorum sub figurâ VII. Being the voluntary emancipation of a certain exempt adept from his adeptship. Birthwords of a master of the Temple. 1958.
  - Teil 9: Liber LXV. Liber Cordis Cincti Serpente Sub Figura. 1958
  - Teil 10: Magie. Enthält außerdem: Grimorium sanctissimum. Der Sternrubin. Der Sternsaphir. Reguli. 1959.
- Astrologick. Des grossen Meisters Studien zur Astrologie. Mit ausführlichen Studien über die Planeten Neptun und Uranus. Übersetzt von Eva und Matthias Güldenstein. 3. Aufl. Sphinx, Basel 1991, ISBN 3-85914-177-5. Taschenbuch: Heyne, München 1997, ISBN 3-453-12580-0.
- Atlantis. Der verlorene Kontinent. Übers. von Ralf Löffler. Phänomen-Verlag, Lüchow 1999, ISBN 3-933321-14-X.
- Bemerkungen zu Genesis. Phänomen-Verlag-Ralf-Löffler, Schnega 1992.
- Berashith = Berašit. Übersetzt von Martha Küntzel. Thelema-Verlags-Gesellschaft, Leipzig 1928.
- Kurze einführende Aufsätze von dem Meister Therion. Übersetzt von Martha Küntzel. Thelema Verlag, Leipzig 1927. Neuausgabe: Ein Bericht über die große weiße Bruderschaft. Kurze einführende Aufsätze von dem Meister Therion. Ed. Geheimes Wissen, Graz 2013, ISBN 978-3-902881-59-5.
- Die Botschaft des Meisters Therion. Übersetzt von Karl Germer und Martha Küntzel. Thelema Verlag, Leipzig 1928 (enthält: Liber 837: Das Gesetz der Freiheit, Liber 150: De lege libellum, Die Methode von Thelema von Gérard Aumont). Neuausgabe: Die Botschaft des Meisters Therion. Ed. Geheimes Wissen, Graz 2013, ISBN 978-3-902881-58-8.
- Buch 4. 2 Bde. Thelema Verlag, Leipzig 1927. Neuausgabe: Psychosophische Gesellschaft, Zürich 1964. Weitere Ausgabe: Ed. Geheimes Wissen, Graz 2013, ISBN 978-3-902974-04-4. Weitere Übersetzung: Buch 4. Übersetzt von Ralf Löffler. Phänomen, Lüchow 2000, ISBN 3-933321-02-6.
- Das Buch der Lügen, welches auch fälschlicherweise genannt wird Unterbrechungen … Stein der Weisen / Bohmeier, Bergen a.d. Dumme 1986, ISBN 3-89094-107-9.
- Das Buch des Gesetzes. Liber AL vel Legis. Übersetzt von Ralf Löffler und Gitta Peyn. 2., unveränderte Aufl. Phänomen-Verlag Gitta Peyn, Lüchow 2001, ISBN 3-933321-00-X.
- Das Buch des Gesetzes. Sub figura CCXX wie es gegeben ward von XCIII= 418 an DCLXVI = Liber AL vel legis. Übersetzt von Philip. 4. Aufl. Sphinx, Basel 1993, ISBN 3-85914-140-6.
- Das Buch Thoth. Eine kurze Abhandlung über den Tarot der Ägypter. Equinox Band III Nr. V. Übers. von Klaus Lemur-Esser. 6. Aufl. Urania, Sauerlach 1989, ISBN 3-908644-73-9.
- Das Buch von Weisheit und Torheit. Liber Aleph vel CXI. In Form einer Epistel von 666 dem grossen wilden Tier an seinen Sohn 777. Deutsch von Marcus M. Jungkurth. Bohmeier, Clenze 1986, ISBN 3-89094-097-8.
- Confessions. Die Bekenntnisse des Aleister Crowley. Eine Autohagiographie. 2 Bde. Stein der Weisen / Bohmeier, Bergen a.d. Dumme 1986 f.
- De Arte Magica – Die Magie des Hochalters. Übersetzt von Theodor Reuß. Die Oriflamme. Schmiedeberg ca. 1913 (enthält De Nuptis Secretis Deorum Cum Hominibus – Von den geheimen Hochzeiten der Götter mit den Menschen (= Liber 24) und De Homunculus – Von der Bereitung des Homunkulus (= Liber 367)).
- Die Drei Schulen der Magie. Übersetzt von Gérard Aumont. Thelema Verlag, Leipzig ca. 1937.
- Ecclesiae gnosticae catholicae canon missae – Die gnostische Messe. Aus dem Original-Text des Baphomet übertragen in die deutsche Sprache von Merlin Peregrinus [= Theodor Reuß]. Die Oriflamme. Schmiedeberg ca. 1920.
- Ecclesiae gnosticae catholicae canon missae. Übersetzt von Fra. Kâlîkânanda. Genossenschaft Psychosophia, Zürich 1955.
- Das Gesetz der Freiheit. Phänomen, Lüchow 2000, ISBN 3-933321-03-4.
- Das Gesicht Englands. Die Hand Russlands. Beleuchtet von einem Engländer. Ins Deutsche übertr. u. hrsg. von Th. R. 2. Aufl. Baumann, Schmiedeberg & Leipzig 1915.
- Gilles de Rais – the banned lecture. Mit einem Interview aus dem Jahre 1930.Hrsg. und aus dem Englischen von Michael Farin und Roland Hepp. Belleville, München 1988, ISBN 3-923646-02-X.
- Die heiligen Bücher von Thelema. Stein d. Weisen, Verl. Kersken-Canbaz, Berlin 1983, ISBN 3-89094-012-9.
- I-Ching. Übers. von Ralf Löffler. Phänomen-Verlag, Lüchow 1999, ISBN 3-933321-13-1.
- Liber 777 : die Zahlen des Meisters. Übers. von Tom Eichler. Phänomen, Lüchow 2001, ISBN 3-933321-39-5.
- Liber AL vel legis. Übersetzt von Claas Hoffmann. Phänomen-Verlag, Hamburg 2012(?), ISBN 978-3-933321-48-0.
- Liber Al vel legis = Das Buch des Gesetzes. Hrsg. von Michael D. Eschner. 3. Aufl., völlig neu überarb. Stein der Weisen / Bohmeier, Bergen a.d. Dumme 1987, ISBN 3-89094-084-6.
- Liber Aleph vel CXI. Das Buch von Weisheit und Narrheit ; in Form einer Epistel von 666 dem großen wilden Tier an seinen Sohn 777. Deutsch von Martha Küntzel. Ansata, München 2003, ISBN 3-7787-7243-0.
- Magick. 2 Bde. Hrsg. und kommentiert von Michael D. Eschner. 5., überarb. Aufl. Bohmeier, Clenze 1986.
- Magick - Buch vier. Übersetzt, mit Anm. und einem Geleitwort versehen von Michael DeWitt. 2 Bde. Ed. Ananael, Bad Ischl 1996.
- Magick in Theorie und Praxis. Übers. von Ralf Löffler. 3. Aufl. Phänomen-Verlag-Gitta-Peyn, Schnega 1996, ISBN 3-89499-008-2.
- Magie als Philosophie für alle (= Magic in theory and practice). 2 Bde. Psychosophische Gesellschaft, Zürich 1964.
- Magie mit, ohne Tränen. Kersken-Canbaz, Bergen an der Dumme ca. 1993. Bd. 1: ISBN 3-89423-076-2. Bd. 2: ISBN 3-89423-077-0.
- Moonchild. Stein der Weisen, Berlin 1983.
- Moonchild. 2., überarb. Aufl. Bohmeier, Bergen a.d. Dumme 1986, ISBN 3-89094-094-3.
- Moonchild. Übers. von Ralf Löffler. Phänomen-Verlag, Lüchow 1999, ISBN 3-933321-18-2.
- Pansophia. Urquellen inneren Lebens zum Heile der Welt. Neu kundgegeben von einem Collegium Pansophicum. Abteilung VII Bd. I. Barth, München 1925 (enthält 7 kurze Arbeiten Crowleys, sowie Der Meister Therion. Eine biographische Nachricht).
- 777 und andere kabbalistische Schriften. Inklusive Gematria [u.] Sepher sephiroth. Übers. u. ed. von Michael D. Eschner. 3., überarb. Aufl. Bohmeier, Clenze 1985, ISBN 3-89094-077-3.
- Tagebuch eines Narren. Übersetzt von Volker Grassmuck. Scopio, Radolfzell 2013, ISBN 978-3-937355-58-0. Zuvor unter dem Titel: Tagebuch eines Drogenabhängigen (= Diary of a drug fiend). A-Verbal, Berlin 1990, ISBN 3-88999-007-X.
- Der Tempel des Königs Salomon. Ed. Geheimes Wissen, Graz ca. 2009, ISBN 978-3-902705-90-7.
- Das Testament von Magdalen Blair. JMB, Hannover 2018, ISBN 978-3-95945-005-8.
- Über Yoga : 8 Vorlesungen. Übers. von Ralph Tegtmeier. Droemer Knaur, München 1989, ISBN 3-426-03969-9.
- Die Vision und die Stimme. Liber XXX aerum vel saeculi CCCCXVIII. Übers. und kommentiert von Marcus M. Jungkurth. Kersken-Canbaz, Bergen a.d. Dumme 1986, ISBN 3-89423-004-5.
- Die wache Welt. Eine Geschichte für kleine Kinder und Säuglinge. Mit erklärenden Rand-Bemerkungen in Hebräisch und Latein, zum Gebrauch der Weisen und Verständigen. Übersetzt von Martha Küntzel. Thelema Verlag, Leipzig 1928.
- Wege zum Sanktuarium. Das magische Werk der „Großen weissen Bruderschaft“. Nach authentischen Quellen als Kommentare zur „Botschaft der Meister“. Ausgewählt und übertragen vom „Collegium pansophicum“ i.A. Fra.: [Saturn]us [d.i. Karl Germer]. Pansophie-Verlag, Leipzig 1925 (großenteils von Germer übersetzte Schriften Crowleys).
- Das Wiederaufleben der Magie. Übers. von Ralf Löffler. Phänomen-Verlag, Lüchow 1998, ISBN 3-933321-04-2.
- Wissenschaft und Buddhismus. Dieses Essay ist ein Jugendwerk des Meisters Therion aus der Zeit vor seiner vollen Initiation. Übersetzt von Martha Küntzel. Thelema-Verlags-Gesellschaft, Leipzig 1928. Neuausgabe: Ed. Geheimes Wissen, Graz 2013, ISBN 978-3-902881-71-7.